# Liste von Söhnen und Töchtern der Stadt Gera
Diese Liste strebt eine Aufzählung aller in der Wikipedia vertretenen Personen an, die in der Stadt Gera (einschließlich ihrer später eingemeindeten Ortsteile) geboren wurden. Ob diese Personen ihren späteren Wirkungskreis in Gera hatten, ist dabei unerheblich. Die Aufzählung erfolgt chronologisch nach Geburtsjahr.

## Bis 1800

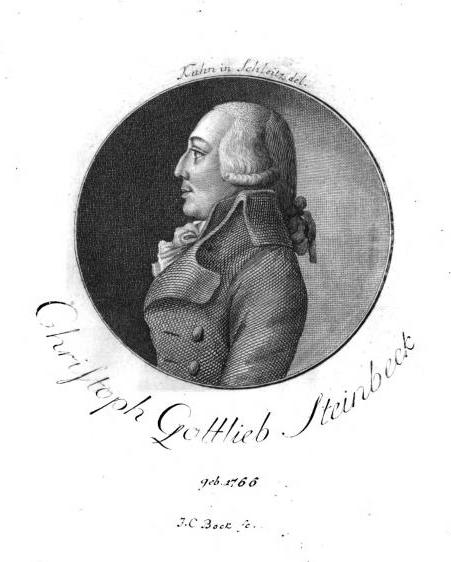
Christoph Gottlieb Steinbeck

- Caspar Posner (1626–1700), Physiker und Mediziner
- Heinrich Balthasar Roth (1639–1689), Rechtswissenschaftler, Rektor der Universität Jena
- Johannes Reiske (1641–1701), Pädagoge und Historiker
- Johann Heinrich von Berger (1657–1732), Jurist
- Elias Gottlob Haußmann (1695–1774), deutscher Maler des Spätbarocks
- Heinrich Gottfried Koch (1703–1775), Schauspieler und Theaterleiter
- Johann Gottlieb Waldin (1728–1795), Hochschullehrer
- Friedrich Senfft von Pilsach (1741–1822), königlich-sächsischer Generalmajor
- Christian Ludwig Lenz (1760–1833), Gymnasiallehrer und Klassischer Philologe
- Traugott Leberecht Kämpfe (1762–1828), evangelischer Pfarrer und Kirchenlieddichter
- Karl Gotthold Lenz (1763–1809), Philologe, Altertumswissenschaftler und Publizist
- Christoph Gottlieb Steinbeck (1766–1818), Prediger und Publizist
- Heinrich Agatius Gottlob Tuch (1766–1821), Sänger (Bass), Komponist und Musikverleger
- Karl Georg Neumann (1774–1850), Psychiater
- Carl Streckfuß (1778/79–1844), Schriftsteller, Übersetzer und Jurist
- Friedrich Philipp Reinhold (1779–1840), österreichischer Maler, Radierer und Lithograph
- Ernst August Geitner (1783–1852), Chemiker, Arzt, Botaniker und Erfinder
- Friedrich August Krässe (1787–1849), Müller und Politiker
- Heinrich Reinhold (1788–1825), Maler und Kupferstecher
- Apollonius von Maltitz (1795–1870), russischer Diplomat, Schriftsteller
- Friedrich August Schmidt (1795/96–1866), Porzellan- und Porträt-Maler, Lithograf
- Gustav Reinhold (1798–1849), Maler
- Heinrich von Seydewitz (1799–1868), preußischer Generalmajor
- Carl von Seckendorff (1800–1870), preußischer Oberbergrat

## 19. Jahrhundert

### 1801 bis 1850
- Robert Fürbringer (1806–1865), Bürgermeister der Stadt Gera von 1849 bis 1865
- Wilhelm Schneider (1807–1867), Richter und Politiker
- Moritz Semmel (1807–1874), Verwaltungsbeamter und Politiker
- Johann Gottlieb Eichler (1808–1889), Gutsbesitzer und Politiker
- Anton Jani (1808–1863), Richter und Politiker
- Auguste Zabel, geb. Schüler (1808–1884), Stifterin des heutigen Zabel-Gymnasiums
- Wilhelm Rein (1809–1865), Altphilologe, Rechtshistoriker, Heimatforscher und Gymnasiallehrer
- Emma Allestein, geb. Marie Natalie Semmel (1810–1873), Kochbuchautorin
- Richard Liebich (1810–1867), Richter und Politiker
- Louis Seichter (1810–1861), Jurist und Politiker
- Hermann Gladitsch (1811–1863), Kaufmann, Rittergutsbesitzer und Politiker
- Franz Hirt (1811–1882), Richter und Politiker
- Friedrich Schlutter (1811–1888), Privatgelehrter und Mitglied der Frankfurter Nationalversammlung
- Alfred Weber (1811–1885), Unternehmer, Handelskammerpräsident und Abgeordneter
- Karl Friedrich Scheibe (1812–1869), Altphilologe und Schulleiter
- Hermann Weißenborn (1813–1886), Altphilologe, Historiker und Bibliothekar
- Alexander Lachmann (1814 – n. 1874), Lehrer und Sachbuchautor
- Karl Pfarre (1817–1879), Essigfabrikant und Politiker
- Heinrich Wolf (1817–1871), Mühlenbesitzer und Politiker
- Carl August Arnold (1818–1862), Klempnermeister und Politiker
- Livia Frege, geb. Gerhardt (1818–1891), Sopranistin, Salonnière und Mäzenin
- Anton Fürbringer (1818–1880), Jurist und Politiker
- Hermann Seifarth (1820–1892), Verwaltungsbeamter und Politiker
- Karl Zetsche (1821–1891), Fabrikant und Politiker
- Friedrich Lothes (1822–1884), Ziegelproduzent und Politiker, Stadtrat in Gera
- Hermann Metzner (1822–1877), Tuchmachermeister und Politiker
- Lothar Streit (1823–1898), Politiker (Deutsche Fortschrittspartei), Oberbürgermeister von Zwickau
- Theodor Fischer (1824–1908), Maler, Zeichenlehrer sowie Fotograf
- Daniel Jahn junior (1824–1893), Richter und Politiker
- Alfred August Mortag (1824–1892), Präsident des Landgerichtes Greiz und Präsident der Fürstlichen Landesregierung Reuß ä. L.
- Friedrich Orlopp (1824–1906), Konditor und Politiker
- Eduard Mehlhorn (1825–1888), Richter und Abgeordneter
- Werner von Strauch (1825–1898), großherzoglich-sächsischer Oberjäger- und Landforstmeister
- Feodor Hösler (1827–1868), Jurist und Politiker
- Walther Reichard (1827–1873), Jurist und Politiker
- Franz Oberländer (1828–1894), Rittergutsbesitzer und Politiker
- Robert Fischer (1829–1905), Oberbürgermeister Geras von 1877 bis 1881
- Julius Funger (1829–1890), Gutsbesitzer und Politiker
- Walther Fürbringer (1830–1913), Unternehmer und Landtagsabgeordneter (NLP)
- Richard Adelbert Lipsius (1830–1892), evangelischer Theologe
- Georg Schlick (1830–1900), Jurist und Politiker
- Lucian Hempel (1831–1906), Unternehmer, Verleger und Politiker
- Franz Schlutter (1831–1910), Gutsbesitzer und Politiker
- Hugo Wittig (1833–?), Jurist und Politiker
- Ernst Hugo Berger (1836–1904), Klassischer Philologe und Historischer Geograph
- Karl Goßler, gen. Brätter (1836–1900), Politiker
- Paul Löblich (1836–1897), Kaufmann und Politiker
- Hermann Oberländer (1838–1898), Mühlenbesitzer und Politiker
- Robert Theodor Odenwald (1838–1899), Musikpädagoge und Chorleiter
- Friedrich Wilhelm Reibestein (1840–1906), Fabrikant und Politiker, besoldeter Stadtrat in Gera
- Paul Schlick (1841–1923), Rittergutsbesitzer und Politiker
- Leo Fürbringer (1843–1923), Oberbürgermeister von Emden
- Alma Hütter-Krause, geb. Krause (1844–1885), Opernsängerin (Sopran)
- Walter Müller (1845–1927), Zeichner, Lithograf und Herausgeber
- Adolf Hofmeister (1849–1904), Historiker und Bibliothekar

### 1851 bis 1900

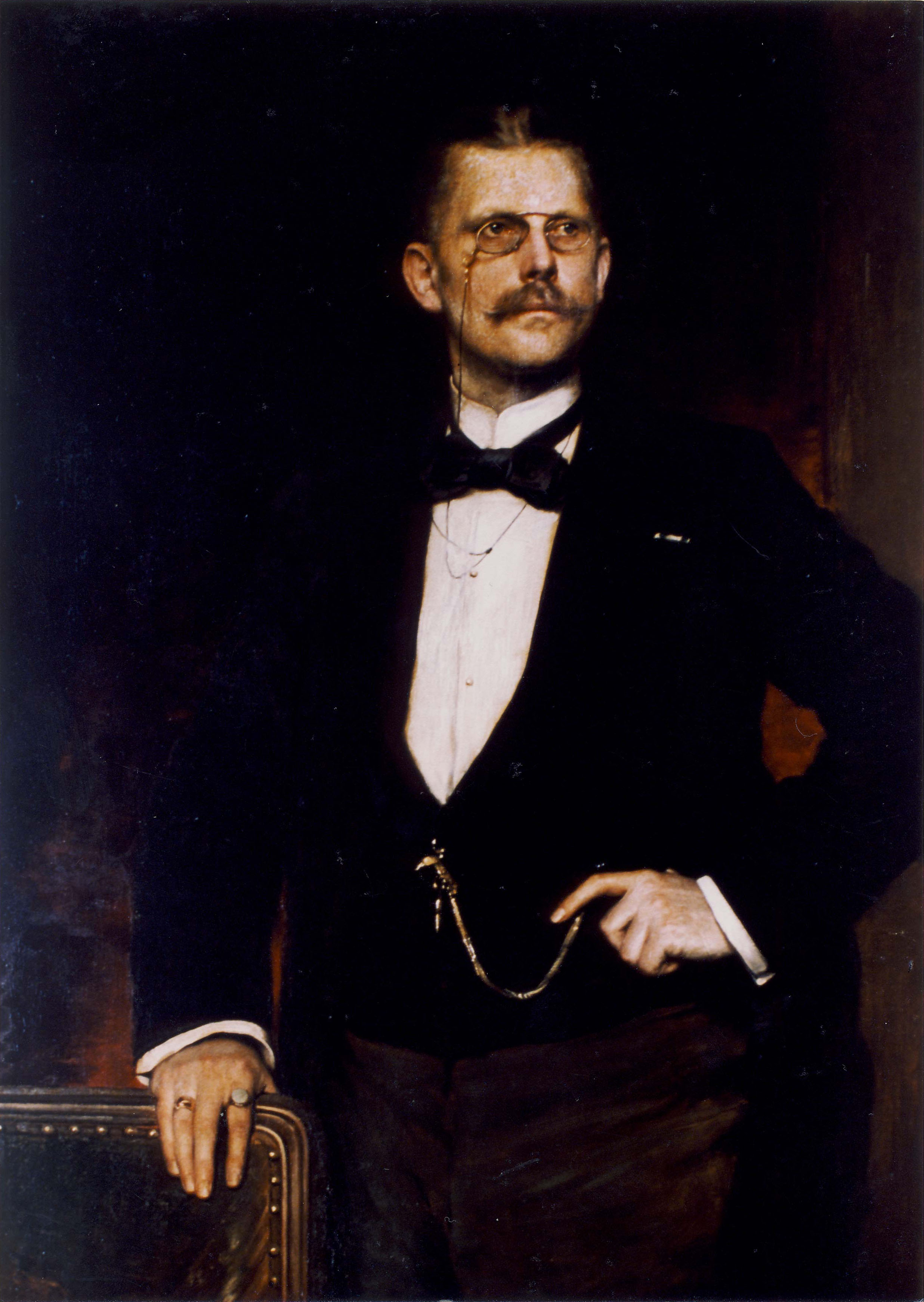
Heinrich Gustav Beck

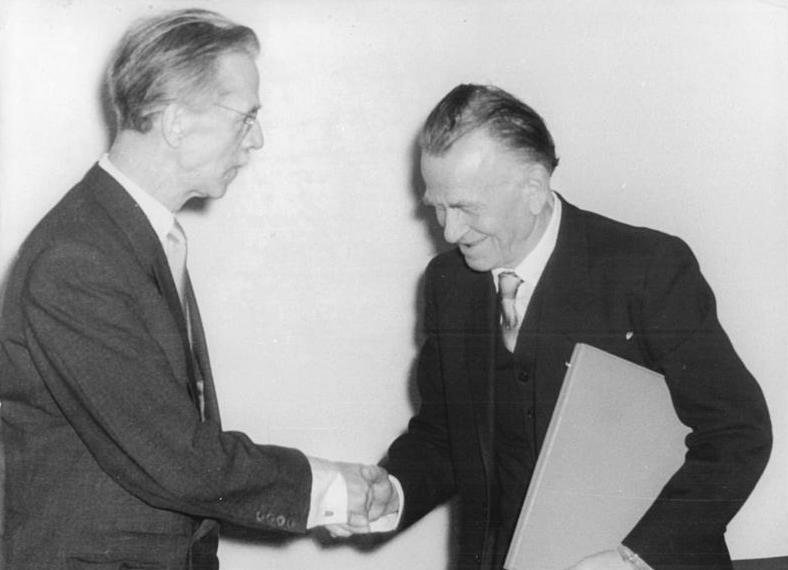
Otto Dix (rechts)

- Hermann Weber (1851–1938), Unternehmer, Handelskammerpräsident und Abgeordneter
- Walther Jahn (1853–1912), Verwaltungsbeamter und Politiker (NLP)
- Heinrich Rohmann (1853–1942), Politiker (SPD)
- Rudolph Witzgall (1853–1913), Funktionär des Deutschen Turner-Bundes
- Robert Arnold (1854–1916), Historiker und Archivdirektor
- Heinrich Gustav Beck (1854–1933), Jurist und Politiker
- Franz Patzer (1854–1933), Landwirt und Politiker
- Adolf von Seckendorff (1857–1941), preußischer General der Infanterie im Ersten Weltkrieg
- Heinrich XXVII. (1858–1928), letzter regierender reußischer Fürst und preußischer General der Kavallerie
- William von Seckendorff-Gudent (1858–1936), sächsischer Generalmajor
- Hermann Ampach (1859–1928), Rittergutsbesitzer und Politiker
- Robert Scheibe (1859–1923), Geologe und Mineraloge, Hochschullehrer und Geheimer Bergrat in Berlin
- Alfred Schlotter (1859–1928), Rechtsanwalt und Politiker
- Emil Seifarth (1859–1946), Kaufmann und Abgeordneter in Reuß j. L.
- Alfred Grötzsch (1860–1949), Tapezierermeister und Politiker (NLP, DVP)
- Otto Lummer (1860–1925), Physiker
- Richard Tschammer (1860–1929), Architekt
- Ernst Zimmermann (1860–1944), Geologe
- Oskar Köhler (1861–1930), Gutsbesitzer und Politiker
- Hermann Sachse (1862–1893), Chemiker (Organische Chemie)
- Paul Fischer (1863–1920), Regierungsrat und Landtagsabgeordneter Reuß j. L.
- Heinrich Günther-Gera, bürgerl. Heinrich Paul Günther (1864–1941), Bildhauer und Hochschullehrer
- Walther Lotz (1865–1941), Nationalökonom
- Arno Luboldt (1866–1915), Fabrikant und Politiker (NLP)
- Alfred Schau (1867 – n. 1930), Bauingenieur und preußischer Baubeamter
- Otto Erler (1872–1943), Dramatiker
- Ernst Eisentraut (1873–1941), Gewerkschaftsfunktionär und Politiker (SPD, USPD)
- Paul Stengel (1873–1923), Politiker (DVP)
- Wilhelm Gläser (1874–1951), Jurist und Politiker
- Paul Neidhardt (1874–1951), Maler
- Hugo Stöckel (1874–?), Richter und Politiker
- Richard Oertel (1875–1941), Oberlehrer und Heimatforscher
- Alfred Bogenhard (1876–1932), Jurist und Kunstsammler
- Ernst Vanselow (1876 – n. 1940), Jurist und Kapitän zur See der Kaiserlichen Marine
- Fritz Amann (1878–1969), Maler
- Paul Grümmer (1879–1965), Cellist
- Alfred Krämer (1880–1954), Politiker (FVp, DVP, FDP)
- Kurt Plarre (1881–1945), Bauingenieur
- Ewald Stübler (1881–1945), kommunistischer Widerstandskämpfer gegen das Naziregime
- Paul Trömel (1881–1949), Soldat, Bürgermeister und Politiker (FVP)
- Rudolf Schneider (1882–1917), Marineoffizier und U-Boot-Kommandant im Ersten Weltkrieg
- Walther Stötzner (1882–1965), Ethnograph und Forschungsreisender
- Richard Paul Burkhardt-Untermhaus (1883–1963), Landschaftsmaler und Grafiker
- Hermann Schmidt (1885–1950), Dirigent, Heeresobermusikinspizient und Hochschullehrer
- Hugo Schmidt (1885–1964), General der Luftwaffe
- Karl Mahler (1887–1966), Pädagoge, Unternehmer und Politiker (FDP)
- Gertrud Morgner, geb. Müller (1887–1978), Politikerin, Mitbegründerin der KPD
- Willy Müller-Gera (1887–1981), Maler und Graphiker
- Erich Hampe (1889–1978), Offizier und Präsident der Bundesanstalt für zivilen Luftschutz
- Paul Hundius (1889–1918), U-Boot-Kommandant des Ersten Weltkrieges, Namensgeber der U-Boot-Flottille „Hundius“
- Willy Völker (1889–1973), Fußballspieler
- Oskar Bertram (1890–1965), Generalleutnant der Luftwaffe im Zweiten Weltkrieg
- Rudolf Schmalfuß (1890–1957), Maler, Zeichner und Gebrauchsgraphiker
- Paul Bernstein (1891–1976), Ingenieur und Kryptologe
- Charlotte Buchheim (1891–1964), Zeichnerin, Aquarellistin und Malerin
- Otto Dix (1891–1969), Maler und Grafiker, Hauptvertreter der Kunstrichtung Neue Sachlichkeit, Ehrenbürger der Stadt Gera
- Otto Hemmann (1891 – n. 1974), Gewerkschafter und Politiker
- Hans Hampe (1892–1941), Schauspieldirektor und Theaterregisseur
- Fritz Polack (1892–1956), Generalleutnant im Zweiten Weltkrieg
- Ernst Thape (1892–1985), Politiker, 1945 bis 1948 Vizepräsident der Provinz Sachsen bzw. des Landes Sachsen-Anhalt
- Alfred Crimmann (1893 – n. 1954), Politiker (CDU)
- Kurt Günther (1893–1955), Maler
- Rudolf Paul (1893–1978), Politiker (DDP, SED), 1945–47 Landespräsident von Thüringen
- Rudolf G. Werner (1893–1957), Maler
- Fritz Zalisz (1893–1971), Maler, Grafiker, Bildhauer und Dichter
- Kurt Günther (1896–1947), Politiker (NSDAP)
- Alfred Pichel (1896–1977), Grafiker und Maler
- Kurt Berthel (1897–1960), Politiker, Oberbürgermeister von Chemnitz bzw. Karl-Marx-Stadt
- Walter Claus-Oehler (1897–1941), Fußballspieler
- Georg Greuner (1897–1978), Jurist
- Carl Kreßmann (1897–1975), Warenhausbesitzer
- Hermann Schulze (1897–1967), Politiker (KPD, SPD, SED)
- Frieda Seifert-Eck (1897–1976), Kunstmalerin[1]
- Werner Bock (1898–1964), Gewerkschafter
- Friedrich Giessner (1898–1976), kommunistischer Politiker, nach dem Zweiten Weltkrieg Bürgermeister in Gera
- Otto Trillitzsch (1898–1974), Journalist
- Helene Fleischer (1899–1941), Politikerin (KPD), Reichstagsabgeordnete
- Herbert Frister (1899–1979), Angestellter, Kämpfer gegen den Kapp-Putsch, Kommunal- und Landespolitiker (SPD/USPD/SED)
- Helene Rosenhainer (1899–1983), Politikerin (KPD), Landtagsabgeordnete und Stadtverordnete
- Robert Hauschild (1900–?), Publizist
- Erich Preiser (1900–1967), Ökonom

## 20. Jahrhundert

### 1901 bis 1925

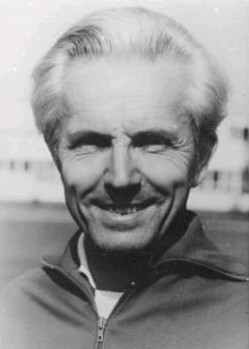
Georg Buschner

- Richard Hauschild (1901–1972), Indologe
- Gottfried Martin (1901–1972), Philosoph
- Rudolf Scheffel (1901–1943), Kommunist und Widerstandskämpfer
- Fritz Böttger (1902–1981), Tänzer, Sänger, Choreograph, Drehbuchautor, Schauspieler und Filmregisseur
- Hans Rudolf Oehlhey (1902–1952), Zahnarzt, Pflanzengeograph und Vertreter des Monismus
- Otto Schneider (1902–1947), Politiker, Mitglied des Thüringer Landtags
- Erich Drechsler (1903–1979), Maler, Grafiker und Nervenarzt
- Fritz Fleischer (1903–1989), Unternehmer, Hersteller von Omnibussen in der DDR
- Herbert Ketscher (1903–1962), Gewerkschafter und Politiker (KPD/SED)
- Heinrich Voigtsberger (1903–1959), Generalmajor der Wehrmacht im Zweiten Weltkrieg
- Bruna Wendel-Plarre (1903–1939), Freiwasserschwimmerin und Ärztin
- Erwin Panndorf (1904–1942), deutsch-sowjetischer Kommunist, Arbeitersportler, Gewerkschafter und Widerstandskämpfer
- Kurt Pommer (1904–1993), Maschinenbauingenieur und Hochschulrektor
- Artur Baumann (1905–1991), Politiker und Gewerkschafter
- Susanne Engelmann (1905–1989), Grafikerin und Keramikerin
- Ali Ghito, geb. Adelheid Schnabel-Fürbringer (1905–1983), Schauspielerin
- Edelgard Huber-von Gersdorff (1905–2018), Supercentenarian
- Artur Schöneburg (1905–1959), Politiker (SPD, später SED)
- Heinz Wohlleben (1905–1972), Politiker (NSDAP)
- Helmut Heyne (1906–2001), Schauspieler und Synchronsprecher
- Fritz Gay (1907–1969), Journalist und Schriftsteller
- Lilly Jankelowitz (1907–1944), Schauspielerin und Sängerin
- Fred Harthaus (1908–1991), Fußballspieler und -trainer
- Erich Gießner (1909–1995), Politiker (SPD)
- Bernhard Wehner (1909–1995), SS-Hauptsturmführer, Kriminalbeamter
- Karl-Heinrich Weise (1909–1990), Mathematiker
- Kurt Hornfischer (1910–1958), Ringer
- Rudolf Klose (1910–1976), Maler
- Fritz Oeser (1911–1982), Musikwissenschaftler
- Kurt Dietzel (1912–2002), Mediziner und Hochschullehrer
- Max Hofsommer (1912–1979), Fußballtorwart
- Rudolf Schäfer (1912–1973), Maler und Grafiker
- Herbert Enke (1913–2006), Maler und Grafiker
- Elly-Viola Nahmmacher (1913–2000), Bildhauerin und religiöse Inspiratorin
- Wolfhardt Andrä (1914–1996), Bauingenieur
- Dietrich Peltz (1914–2001), Offizier, zuletzt Generalmajor der deutschen Luftwaffe
- Wilhelm Rothe (1914–2003), Politiker (SPD)
- Nachum Golan, geb. Norbert Spiegel (1915–1991), deutsch-israelischer Brigadegeneral, von 1948 bis 1950 Kommandeur der Golani-Brigade
- Heinz Schlauch (1915–1945), Schwimmer und Olympiateilnehmer
- Albert Ammer (1916–1991), Fotograf und Kameramann
- Rudolf Schindler (1917–1990), Parteifunktionär der DDR-Blockpartei NDPD
- Emmy Köhler-Richter (1918–2013), Balletttänzerin und Choreografin
- Edmund Roßmann (1918–2005), Flieger und Leutnant der deutschen Luftwaffe
- Werner Plarre (1920–1999), Agrarwissenschaftler und Professor an der TU Berlin
- Kurt Richter (1921–1981), SED-Funktionär und MfS-Offizier
- Rolf Schulz (1921–2017), Schriftsteller, Journalist, Drehbuchautor und Dramatiker
- Fritz Weithas (1921–2007), Gründer der Neumarkter Fritz-Weithas-Sternwarte
- Helmut Koch (1922–2024), Politiker (SED) und Staatssekretär
- Wilhelm Rau (1922–1999), Indologe
- Gerard Braunthal (1923–2014), deutsch-amerikanischer Politikwissenschaftler und Hochschullehrer
- Heinz Singer (1923–2020), Handballspieler
- Karl Stephan (1923–1980), Zeichner
- Rudolf Scharf (* 1924), Internist (Kardiologie/Pneumologie) und ehemaliger Hochschullehrer
- Berthold Schmidt (1924–2014), Prähistoriker
- Hans-Joachim Wagner (1924–2014), Rechtsmediziner und Hochschullehrer
- Albrecht Zeuner (1924–2021), Rechtswissenschaftler
- Georg Buschner (1925–2007), Fußballspieler und -trainer, von 1970 bis 1981 Trainer der Fußballnationalmannschaft der DDR
- Jürgen Ritter (1925–2010), Maler, Zeichner und Grafiker
- Helmut Scheffel (1925–2010), literarischer Übersetzer und Feuilletonist
- Karl Weschke (1925–2005), deutsch-britischer Maler, Ehrenbürger der Stadt Gera

### 1926 bis 1950

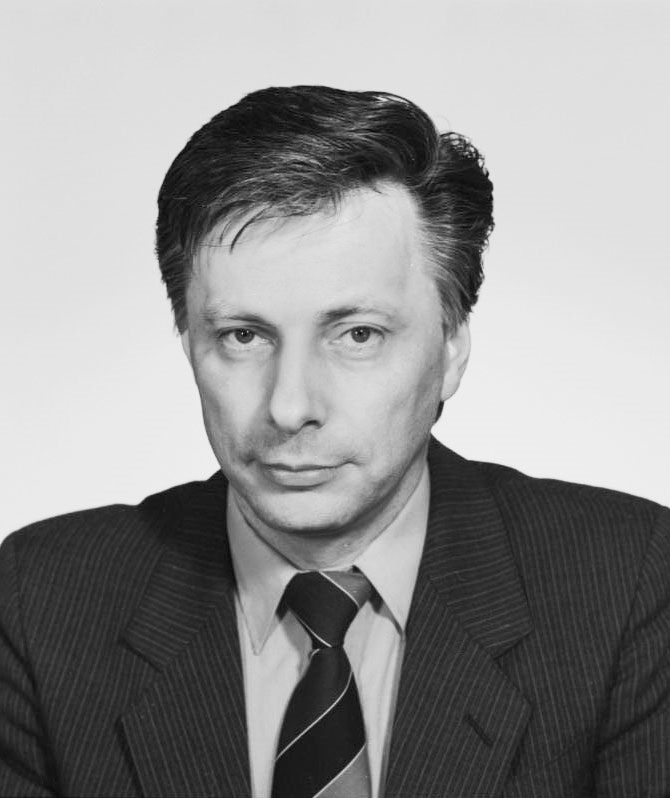
Rainer Ortleb

- Manfred Bergner (* 1926), Jurist und Hochschullehrer
- Hans Koch (1927–1986), Kulturwissenschaftler sowie Partei- und Kulturfunktionär
- Werner Petrich (1927–2017), Maler und Grafiker
- Karl-Heinz Rothin (1927–2016), Schauspieler
- Joachim Göller (1928–2015), Ingenieur, Wissenschaftler und Hochschullehrer
- Lothar Meister II (1928–2019), Radsportler
- Lothar Penndorf (1928–2017), Militärjurist
- Ursula Arnold (1929–2012), Fotografin und Kamerafrau
- Klaus Henninger (1929–2011), Politiker (CSU), Landrat in Lindau (Bodensee)
- Gerd K. Müller (1929–2012), Biologe
- Karl-Heinz Pollok (1929–2003), slawischer Philologe und Gründungspräsident der Universität Passau
- Heinz Pommer (1929–2004), Generalmajor des MfS
- Lothar Streblow (* 1929), Schriftsteller, Jugendbuchautor
- Elisabeth Breul (1930–2016), Opernsängerin (Sopran) und Gesangspädagogin
- Max Frankel, geb. Fränkel (1930–2025), Journalist, Träger des Pulitzer-Preises und Chefredakteur der New York Times
- Klaus Kropfinger (1930–2016), Musikwissenschaftler und Pianist
- Joachim Elm (1931–2012), DDR-Diplomat
- Bringfried Müller (1931–2016), Fußballspieler und -trainer
- Harri Weber (1931–1988), FDGB-Funktionär
- Jürgen Brauerhoch (* 1932), Texter und Buchautor
- Horst Machts (* 1932), FDJ-Funktionär und Abteilungsleiter des MfS
- Ingrid Szeiklies-Weber (* 1932), Kunsthistorikerin
- Hans de With (* 1932), Politiker (SPD)
- Klaus Eberhardt (1933–2010), Szenenbildner
- Raidar Müller-Elmau (1933–2003), Schauspieler
- Karl Ludwig Thomas (1933–2016), Physiker
- Helmut Semmelmann (* 1934), Politiker und Funktionär (SED)
- Wolfgang Steger (* 1934), Generalleutnant der NVA
- Gottfried Mälzer (* 1935), Kirchenhistoriker und Bibliothekar
- Karoline Müller (1935–2019), Galeristin und Kuratorin
- Wolfgang Scheler, geb. Giebner (* 1935), marxistischer Philosoph und Kapitän zur See der NVA
- Peter Dürst (* 1936), Requisiteur in Film und Fernsehen
- Karin Hübner (1936–2006), Schauspielerin
- Günther Möhring (1936–2006), Schach- und Go-Spieler
- Lutz Rudolph (1936–2011), Formgestalter
- Günter Schöppe (* 1936), Ingenieur
- Helmut F. Späte (1936–2017), Psychiater
- Walter Vitt (1936–2021), Journalist, Kunstschriftsteller und Ausstellungskurator
- Peter Brand (1937–2023), Kameramann
- Wolfgang Kiessling (* 1937), Gründer des Loro Parque auf Teneriffa
- Dietrich Noßky (* 1937), Maler und Grafiker
- Renate Carstens (1938–2019), Indonesistin und Hochschullehrerin
- Lutz-Günther Fleischer (1938–2023), Ingenieur und Professor
- Helga Königsdorf, verh. Bunke (1938–2014), Mathematikerin und Schriftstellerin
- Ute Mohrmann (* 1938), Ethnologin und Professorin für Ethnographie
- Jürgen Simon (1938–2003), Radsportler
- Wolfgang Wagner (* 1938), Schwimmer
- Falko Warmt (* 1938), Bildender Künstler
- Hartmut Zippel (1938–2020), Orthopäde
- Christoph Elschenbroich (* 1939), Chemiker
- Nicolas Lansky (1939–2008), Schauspieler
- Eckhard Steinhaeuser (1939–2019), evangelisch-lutherischer Theologe, Sozialethiker, Militärpfarrer, Kirchenrat und Bundesverdienstkreuzträger
- Klaus-Dieter Zimmermann (1939–2023), Geologe und Sachbuchautor
- Wolf-Dieter Ebersbach (* 1940), Fernsehjournalist und -moderator (Das Rasthaus)
- Cornelia Leidolph, geb. Drechsler (1940–2020), Goldschmiedin
- Hans-Georg Mehlhorn (1940–2011), Kreativitätspädagoge
- Thilo von Trotha (* 1940), Redenschreiber
- Volker Bräutigam (* 1941), Autor
- Heidi Eisenschmidt, verh. Zimmermann (* 1941), Schwimmerin
- Dietrich Schubert (* 1941), Kunsthistoriker
- Dietrich Voigtberger (1941–1988), Ökonom und Politiker
- Peter Willmaser (1941–1989), Maler und Grafiker
- Peter Friedrich (1942–2021), Politiker (SPD)
- Jürgen Haschke (* 1942), Politiker (DSU, Freie Wähler)
- Margret Holz (* 1942), Künstlerin
- Lutz R. Ketscher (* 1942), Künstler des phantastischen Realismus
- Barbara Lechner (1942–2003), Grafikerin und Illustratorin
- Gerlinde Mehlhorn, geb. Knauer (* 1942), Kreativitätspädagogin
- Klaus-Peter Creter (* 1943), Politiker (CDU)
- Volker Bernd Burkhardt alias Mark Ellis (* 1943), Schlagersänger, Musikverleger, Anwalt und Notar
- Hans Georg Junginger (* 1943), Politiker (SPD), ehem. MdL Baden-Württemberg
- Hubert Langbein (* 1943), Chemiker
- Lutz-Rainer Senglaub (* 1943), Pädagoge und Kommunalpolitiker (CDU)
- Gerhard Stübner (1943–2021), Lyriker und Mediziner
- Jürgen Zeh (* 1943), Sozialwissenschaftler und Hochschullehrer
- Udo Haschke (1944–2009), Politiker (CDU), Volkskammer- und Bundestagsabgeordneter
- Michael Krapp (* 1944), Politiker (CDU), 1999–2004 Kultusminister in Thüringen
- Rainer Ortleb (* 1944), Informatiker und ehem. Politiker (LDPD/FDP)
- Eva Rohmann, geb. Hahn (1944–2020), Politikerin
- Jobst-Hubertus Bauer (* 1945), Jurist
- Thilo Sarrazin (* 1945), Volkswirt, Autor und Politiker (parteilos, zuvor SPD)
- Raymund Stolze (* 1945), Journalist und Autor
- Hermann Goltz (1946–2010), evangelischer Theologe und Ostkirchenkundler
- Reinhard Stehfest (* 1947), Ministerialbeamter
- Jörg Stempel (* 1947), Unternehmer, langjähriger Manager beim DDR-Plattenlabel Amiga
- Dagmar Deutschendorf (1949–2023), Politikerin (Grüne)
- Elisabeth Heller (* 1949), Musikredakteurin und Medienpädagogin
- Volkmar Witt (1949–2018), Schauspieler
- Gerhard Hoppe (* 1950), Fußballspieler
- Ralf Rauch (* 1950), Politiker, 1994–2006 Oberbürgermeister der Stadt Gera

### 1951 bis 1975

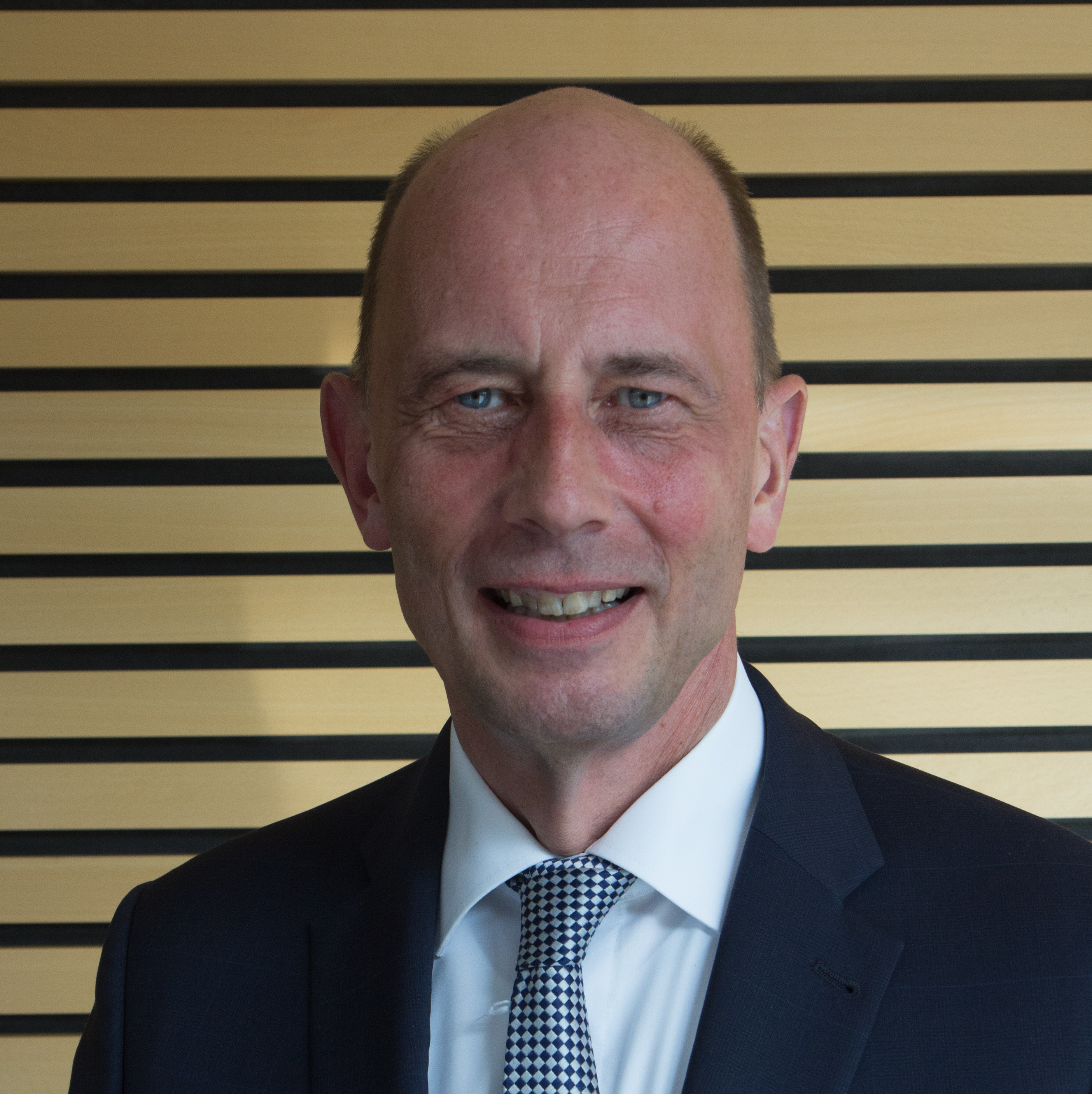
Wolfgang Tiefensee

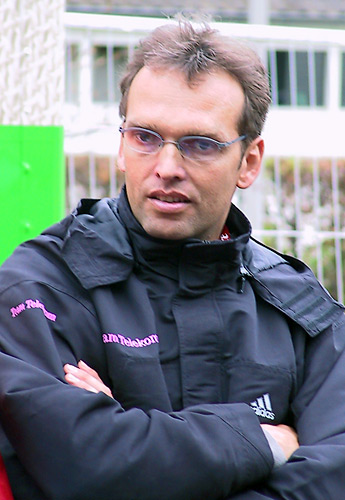
Olaf Ludwig

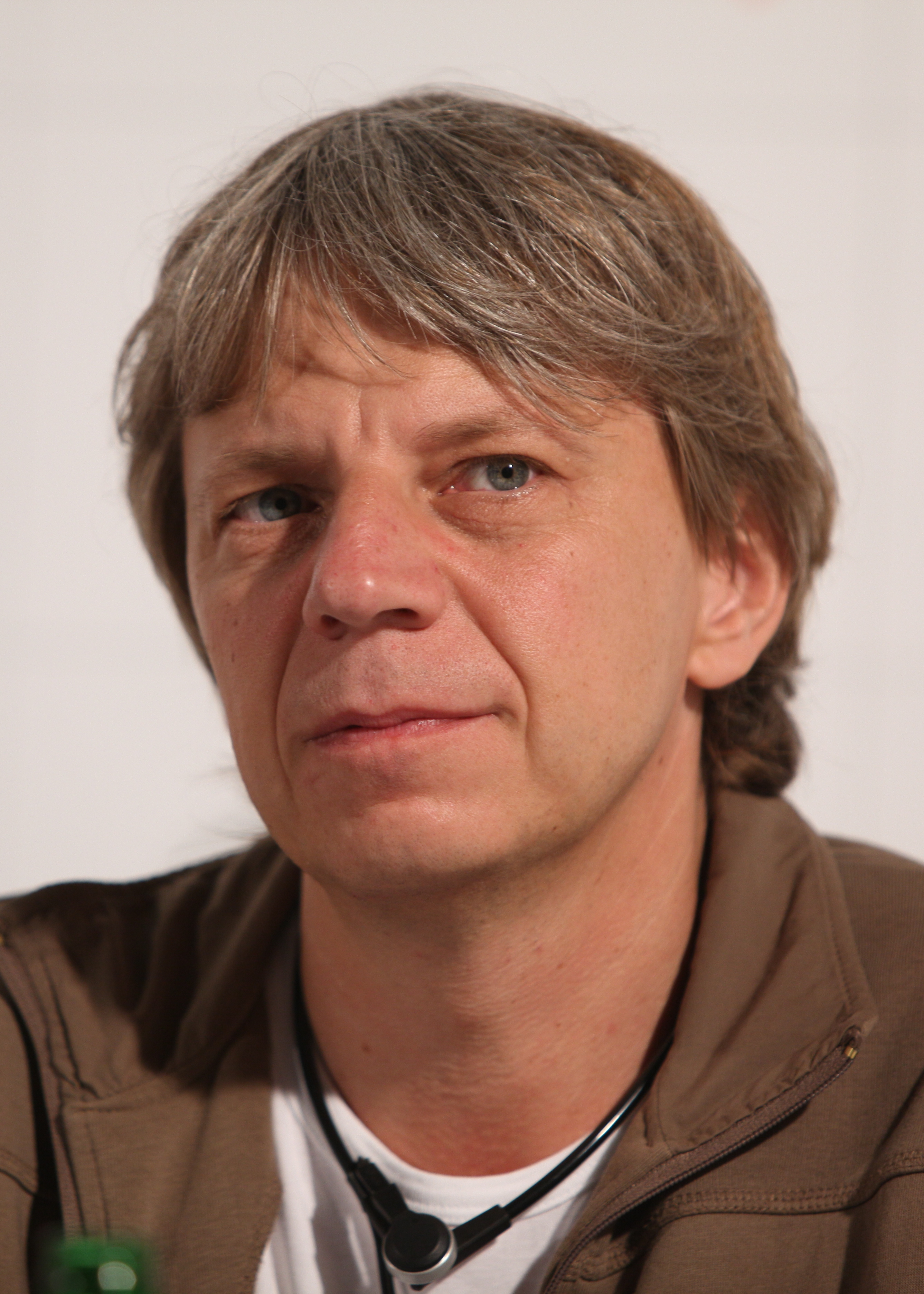
Andreas Dresen

- Rainer Garden (* 1951), Musiker und Entertainer
- Brigitte Jahr (* 1951), Politikerin (SPD), ehem. MdL Sachsen-Anhalt
- Elinor Weise (* 1951), Illustratorin, Grafikerin und Autorin von Bilderbüchern
- Klaus Weise (* 1951), Theaterregisseur, Intendant und Autor
- Margitta Pufe, geb. Ludewig (* 1952), Leichtathletin
- Frank-Thomas Seyfarth (* 1952), Badmintonspieler
- Ingrid Sonntag (* 1953), Lektorin und Verlagshistorikerin, Herausgeberin und Organisatorin literarischer Veranstaltungen
- Ulrich Werner Grimm (* 1954), Journalist und Autor
- Jost Heyder (* 1954), Künstler
- Silvia Morawetz (* 1954), Übersetzerin, u. a. von Anne Sexton, Joyce Carol Oates, Steven Bloom, Paul Harding
- Uwe Neuber (1955–2024), Fußballspieler
- Wolfgang Tiefensee (* 1955), Politiker (SPD)
- Gabriele Fuß (* 1956), Eisschnelllauftrainerin
- Viola Hahn (* 1956), Politikerin, 2012–18 Oberbürgermeisterin der Stadt Gera
- Ulrich Junghanns (* 1956), Politiker (CDU), ehemaliger Wirtschaftsminister und CDU-Vorsitzender von Brandenburg
- Holger Kickeritz (1956–2012), Radsportler
- Volker Tiefensee (* 1956), Politiker (CDU)
- Siegbert Schmeißer (* 1957), Radrennfahrer und nationaler Meister im Radsport
- Andreas Benz (Badminton) (* 1958), Badmintonspieler, sächsischer Landestrainer und heutiger Trainer
- Detlef Färber (* 1958), Humorist und Schriftsteller
- Petra Feibert, geb. Feustel (1958–2010), Schachspielerin
- Marlies Göhr, geb. Oelsner (* 1958), Leichtathletin, Olympiasiegerin 1976 und 1980 mit 4 × 100-m-Staffel, Weltrekordlerin über 100 Meter
- Gerald Mortag (1958–2023), Bahnradsportler und Radsporttrainer
- Martina Schweinsburg (* 1958), Politikerin (CDU), Landrätin in Greiz
- Carl Ertel (* 1959), Ruderer
- Wieland Rose (1959–2007), Landtagsabgeordneter der CDU in Thüringen
- Rolf Schwanitz (* 1959), Politiker (SPD)
- Andreas Tretner (* 1959), Übersetzer
- Volkmar Vogel (* 1959), Politiker (CDU)
- Frank Ziegler (* 1959), Radsporttrainer
- Jürgen Bornschein (* 1960), Politiker (CDU)
- Uwe Dünkel (* 1960), Leichtathlet (Gehen)
- Olaf Ludwig (* 1960), Radrennfahrer, Olympiasieger 1988, Ehrenbürger der Stadt Gera
- Ulrike Gramann (* 1961), Autorin
- Jana Maisel (* 1961), Trockenanglerin, 86-fache Weltmeisterin
- Anna Kaminsky (* 1962), Linguistin und Publizistin
- Regine Kanis (* 1962), Politikerin (SPD)
- Hubert Schirneck (* 1962), Schriftsteller
- Andreas Dresen (* 1963), Filmregisseur
- Annett Günther (* 1963), Diplomatin
- Ulrike Lorenz (* 1963), Kunsthistorikerin
- Lutz Seiler (* 1963), Schriftsteller, Leiter des Peter-Huchel-Hauses in Wilhelmshorst bei Potsdam
- Thomas Schenderlein (* 1963), Radrennfahrer
- Viola Schöpe (* 1963), Künstlerin
- Simone Solga (* 1963), Kabarettistin, Schauspielerin und Sängerin
- Andreas Wartenberg (* 1963), Radrennfahrer
- Robert Zimmermann (* 1963), Fußballspieler
- Heike Drechsler (* 1964), Leichtathletin, Olympiasiegerin 1992 und 2000, Ehrenbürgerin der Stadt Gera
- Jens Heppner (* 1964), Radrennfahrer
- Sylvio Hoffmann (* 1964), Fußballspieler
- Michael Kaufmann (* 1964), Ingenieur, Hochschullehrer und Politiker (AfD)
- Birgit Stephan, geb. Weinhold (* 1964), Marathonläuferin
- Thomas M. Müller (* 1966), Grafiker und Illustrator
- Bernd Zeller (* 1966), Satiriker, Cartoonist und Autor
- Kathrin Zimmermann (* 1966), Schwimmerin
- Jörg Hauschild (* 1967), Filmeditor und Komponist
- Anke Holstein (* 1967), Diplomatin
- Sina Peschke (* 1967), Radiomoderatorin
- Robby Schlund (* 1967), Politiker (seit 2023 CDU, bis 2021 AfD)
- Christian Frank (* 1968), Dirigent, Komponist und Pianist
- Christian Gessner (* 1968), Schwimmer und Olympiateilnehmer
- Chris von Wrycz Rekowski, geb. Müller (* 1968), Jurist und Politiker, Stv. Oberbürgermeister von Rostock
- Andreas Arnstedt (* 1969), Schauspieler
- Ivonne Bloche (* 1969), Medienmanagerin
- Erik Buchholz (* 1969), Künstler
- Meikel Engelmann (* 1969), Schauspieler
- Ute Kellner (* 1969), Volleyballspielerin
- Christian Müller (* 1969), Journalist und Fernsehmoderator
- Jan Kratzer (* 1970), Soziologe und Wirtschaftswissenschaftler
- Skadi Krause (* 1970), Politikwissenschaftlerin, Hochschullehrerin und Autorin
- Katrin Rothe (* 1970), Filmregisseurin, Trickfilmerin und Autorin von Dokumentar-, Spiel- und Hybridfilmen
- Andreas Schubert (* 1970), Politiker (Die Linke)
- André Steiner (* 1970), Ruderer, Olympiasieger 1996
- Matthias Wentzel (* 1970), Fußballspieler
- Claudia Bockner (* 1972), Wasserspringerin
- Mike Huster (* 1972), Politiker (Die Linke)
- Jörg-Michael Schlegel (* 1972), Musiker
- Jens Eulenberger (* 1973), Schauspieler
- Sabine Kühlich (* 1973), Jazzsängerin
- Hanka Kupfernagel (* 1974), Radrennfahrerin
- Riccardo Wagner (* 1974), Kommunikationswissenschaftler und Autor
- Tina Pruschmann (* 1975), Schriftstellerin
- Aleks Scholz (* 1975), Astronom und Autor
- Lars Wackernagel (* 1975), Radrennfahrer und Sportlicher Leiter im Radsport

### 1976 bis 2000
- Kay Dörfel (* 1976), Schlagersänger
- Marek Erfurth (* 1976), Politiker (AfD)
- Christian Hauser (* 1976), Fußballspieler

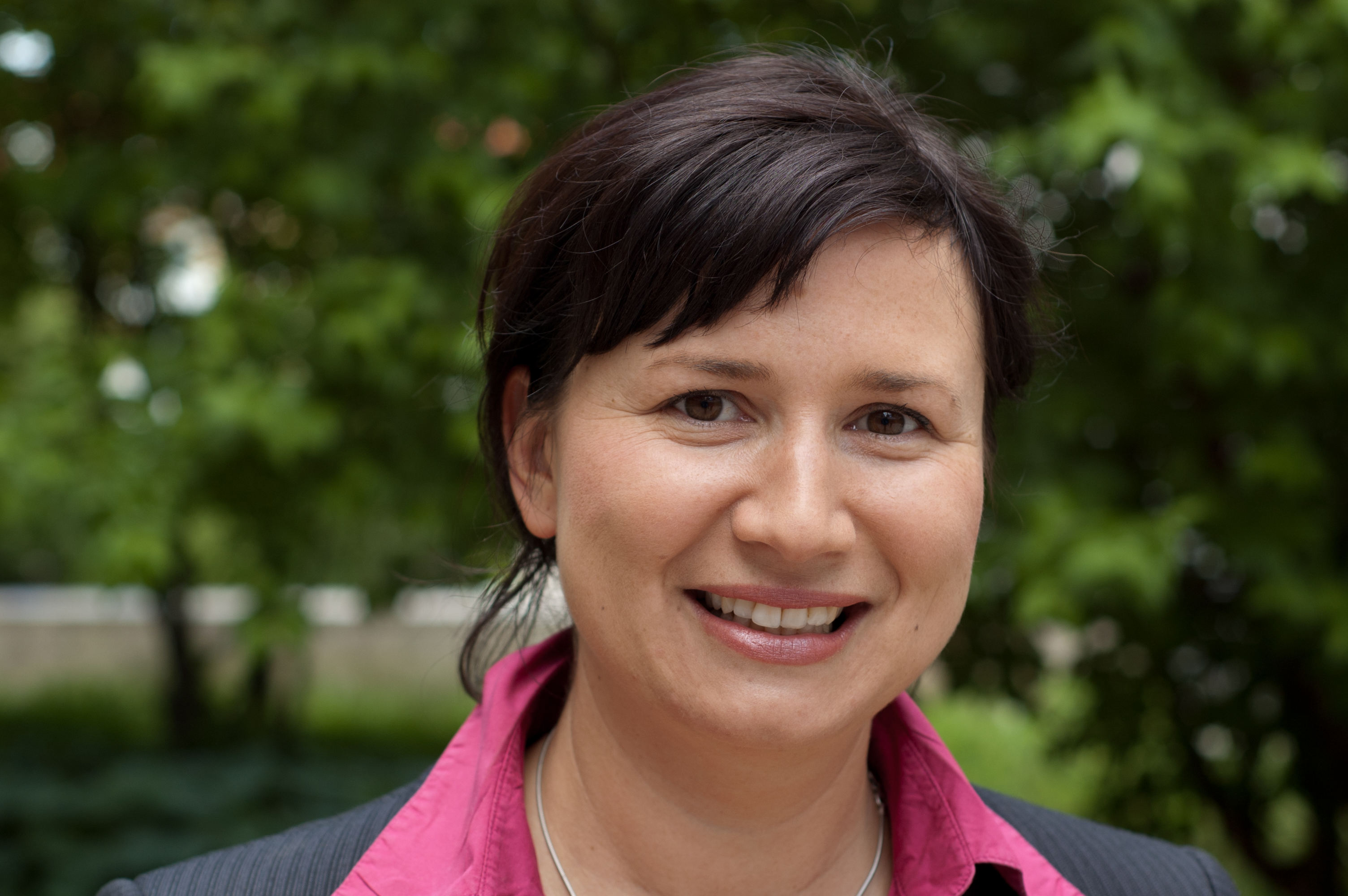
Anja Siegesmund

- Jan Volker Röhnert (* 1976), Autor und Literaturwissenschaftler
- Katja Rost (* 1976), Sozialwissenschaftlerin
- Sabine Urban (* 1976), Schauspielerin
- Katja Berg (* 1977), Sängerin, Musicaldarstellerin und Schauspielerin
- Michael Kellner (* 1977), Politiker (Bündnis 90/Die Grünen)
- Anja Siegesmund, geb. Kaschta (* 1977), Politikerin (B’90/Grüne)
- Dennis Haueisen (* 1978), Radrennfahrer
- Marek Hemmann (* 1979), Musiker und Musikproduzent
- Maik Klingert (* 1979), Kraftsportler
- Melanie Schulz (* 1979), Leichtathletin
- Tina Liebig (* 1980), Radrennfahrerin
- Thomas Blaschek (* 1981), Leichtathlet
- Thomas Freyer (* 1981), Dramatiker
- Christian Klein (* 1981), Verwaltungsjurist, politischer Beamter und Politiker (CDU)
- Julia Scharf (* 1981), Fernsehmoderatorin
- Tobias Vetter (* 1981), Paracycler
- Christian Gerlitz (* 1982), Politiker (SPD) und seit 2019 Bürgermeister und Dezernent für Stadtentwicklung in Jena
- Tino Häber (* 1982), Leichtathlet
- Beate Zanner (* 1982), Radrennfahrerin
- Jan Gehler (* 1983), Theaterregisseur
- Nico Holonics (* 1983), Schauspieler
- Ulli Schäfer (* 1983), Politiker (CDU) und Landrat im Landkreis Greiz
- Julius Fischer (* 1984), Slam-Poet und Kabarettist
- Kristin Liepold, geb. Möller (* 1984), Duathletin und Triathletin
- Patricia Polifka (* 1984), Bobfahrerin
- Sabrina Schmutzler (* 1984), Fußballspielerin
- Tobias Werner (* 1985), Fußballspieler
- Marcel Barth (* 1986), Radsportler
- Sascha Damrow (* 1986), Radsportler
- Christin Hölzel (* 1986), Volleyballspielerin
- Paula Piechotta (* 1986), Politikerin (Grüne), seit 2021 MdB
- Elisabeth Kaiser (* 1987), Politikerin (SPD), seit 2017 MdB, zwischen 2023 und 2025 Parlamentarische Staatssekretärin, seit 2025 Staatsministerin und Beauftragte der Bundesregierung für Ostdeutschland
- Erik Balnuweit (* 1988), Leichtathlet
- Christian Kubusch (* 1988), Schwimmer
- Florian Lohoff (* 1988), Gitarrist, Sänger und Musikproduzent
- John Degenkolb (* 1989), Radsportler
- Marcel Eckardt (* 1989), Snookerschiedsrichter
- Annekathrin Kohout (* 1989), Kulturhistorikerin und Medienwissenschaftlerin
- Nils Plötner (* 1989), Radsportler
- Elisa Ueberschär (* 1989), Film- und Theaterschauspielerin sowie Synchronsprecherin und Autorin
- Sabine Berg (* 1990), Inline-Speedskaterin
- Robert Hering (* 1990), Leichtathlet
- Marie Scherzer (* 1990), deutsche Schauspielerin und Tänzerin
- Bianca Schmidt (* 1990), Fußballspielerin
- Lisa Angermann (* 1991), Köchin
- Peter Thiers (* 1991), Autor und Regisseur
- Florian Trinks (* 1992), Fußballspieler
- Lucas Mäurer (* 1994), Volleyball- und Beachvolleyballspieler
- Matti Schmidt-Schaller (* 1996), Schauspieler
- Anthony Barylla (* 1997), Fußballspieler
- Sebastian Heindl (* 1997), Organist
- Niclas Fiedler (* 1998), Fußballspieler
- Linus Weber (* 1999), Volleyballspieler
- Angelina Otto (* 2000), Inline-Speedskaterin
- Jannis Peter (* 2000), Radrennfahrer

## 21. Jahrhundert
- Lilly von Klitzing (* 2001), Schauspielerin
- Lukas Griebsch (* 2003), Fußballspieler